# حشره‌خوار پرری
 حشره‌خوار پرری (نام علمی: Sorex haydeni) نام یک گونه از سرده حشره‌خوارهای دم‌دراز است.